# Festiwal Kultury Alternatywnej „ZdaErzenia”
Festiwal Kultury Alternatywnej „ZdaErzenia” – międzynarodowy festiwal kulturalny, organizowany w Lublinie od 1995 przez Akademickie Centrum Kultury „Chatka Żaka”.
W ciągu kilku dni festiwalowych twórcy imprezy gromadzą w jednym miejscu wielu artystów z różnych dziedzin sztuki, m.in. komiksu, filmu i muzyki. Na ZdaErzeniach prezentowane są dokonania twórców alternatywnych, rzadko prezentowanych w Polsce. Oprócz tego ważnym elementem festiwalu są dyskusje panelowe, prezentacje multimedialne, koncerty i projekcje. Od 2005 roku częścią ZdaErzeń jest także zlot fanów komiksu „TRACH!”.
Nazwa Festiwalu pochodzi od przyjętej metody prezentacji wydarzeń artystycznych, jaką jest zderzanie, czyli zestawianie ze sobą często skrajnie różnych zdarzeń artystycznych, konwencji, form, reprezentowanych przez twórców wywodzących się z różnych środowisk, znanych i debiutujących, polskich i zagranicznych, awangardowych i tradycyjnych. W założeniu taka metoda konfrontacji ma ukazać znane konwencje i formy artystyczne w nowym kontekście oraz zilustrować eklektyczny charakter współczesnej kultury. Dlatego też ZdaErzenia pozbawione są stałego profilu, każda kolejna edycja różni się od poprzedniej.
Festiwal Zdaerzenia jest największą po prawej stronie Wisły prezentacją kultury alternatywnej. Na temat Festiwalu powstały dwie prace licencjackie oraz jedna magisterska.